# 21795 Masi
21795 Masi è un asteroide della fascia principale. Scoperto nel 1999, presenta un'orbita caratterizzata da un semiasse maggiore pari a 2,3812450 UA e da un'eccentricità di 0,1927494, inclinata di 1,84116° rispetto all'eclittica.

## Curiosità
L'asteroide è dedicato all'astrofisico italiano Gianluca Masi.